# تیدیام گومیس
تیدیام گومیس (انگلیسی: Tidiam Gomis؛ زادهٔ ۸ اوت ۲۰۰۶) بازیکن فوتبال اهل فرانسه است که در حال حاضر برای باشگاه فوتبال لایپزیگ بازی می‌کند.
وی همچنین در تیم‌های ملی فوتبال زیر ۱۶ سال فرانسه، زیر ۱۷ سال فرانسه، زیر ۱۸ سال فرانسه و زیر ۱۹ سال فرانسه بازی کرده است.

## دوران باشگاهی
در تاریخ ۱۳ سپتامبر ۲۰۲۲، تیدیام گومیس اولین قرارداد حرفه‌ای خود را با کان امضا کرد، قراردادی تا سال ۲۰۲۵ که او را به جوان‌ترین بازیکن حرفه‌ای تاریخ باشگاه تبدیل کرد. در تاریخ ۱۲ اوت ۲۰۲۳، او در اولین بازی حرفه‌ای خود در پیروزی ۲–۰ برابر پو به میدان رفت. او به چهارمین بازیکن جوان تاریخ کان تبدیل شد. او به عنوان یکی از «درخشان‌ترین بازیکنان فرانسوی نسل خود» توصیف شده و در روزهای پایانی پنجره نقل و انتقالات تابستان ۲۰۲۳ مورد توجه باشگاه بوندس‌لیگایی بایر لورکوزن قرار گرفت. اگرچه او با لورکوزن بر سر شرایط شخصی به توافق رسید، اما کان تمام پیشنهادها برای این بازیکن را رد کرد.
در تاریخ ۳ فوریه ۲۰۲۵، گومیس قراردادی چهار و نیم ساله با باشگاه فوتبال لایپزیگ در آلمان امضا کرد.

## دوران ملی
گومیس که در فرانسه با ریشه‌های سنگالی به دنیا آمده، بازیکن تیم ملی جوانان فرانسه است. در مه ۲۰۲۳، او برای بازی در تیم زیر ۱۷ سال فرانسه در قهرمانی زیر ۱۷ سال اروپا انتخاب شد و به عنوان نایب قهرمانی رسید.